# Sam Robards
Sam Prideaux Robards (* 16. Dezember 1961 in New York City, New York) ist ein US-amerikanischer Schauspieler.

## Leben
Robards stammt aus einer Schauspielerfamilie. Bereits sein Großvater, Jason Robards senior war als Schauspieler tätig, seine Eltern sind der zweifache Oscar-Preisträger Jason Robards und die Golden-Globe-Preisträgerin Lauren Bacall. Seine Halb- und Stiefgeschwister sind ebenfalls überwiegend in der Filmbranche tätig.
Seine Schauspielkarriere begann 1980 in der Off-Broadway-Produktion Album. Sein Spielfilmdebüt gab Robards 1982 in Paul Mazurskys Der Sturm. 1985 lernte er bei den Dreharbeiten zu Fandango Suzy Amis kennen. Beide heirateten ein Jahr später. Die Ehe, aus der ein Kind hervorging, wurde 1994 geschieden. In zweiter Ehe ist er seit 1997 mit dem dänischen Model Sidsel Jensen verheiratet. Das Paar hat zwei Kinder.
Robards wirkte bisher in zahlreichen Filmen mit. Zu seinen bekanntesten Filmen zählt unter anderem Robert Altmans Prêt-à-Porter, in dem er an der Seite seiner Mutter spielte und Harold Ross, den Gründer vom New Yorker, darstellte. Weitere bekannte Filme sind Steven Spielbergs A.I. – Künstliche Intelligenz, Sam Mendes’ American Beauty und Steven Soderberghs Che – Revolución. Darüber hinaus hatte er zahlreiche Gastauftritte in Fernsehserien. So war er unter anderem in Chaos City, The West Wing, Law & Order, Criminal Intent – Verbrechen im Visier, Sex and the City und CSI: Miami zu sehen und spielt von 2007 bis 2012 eine wiederkehrende Rolle in Gossip Girl.

## Filmografie
- 1982: Der Sturm (Tempest)
- 1985: Fandango
- 1985: Not Quite Paradise
- 1988: Bird
- 1988: Die grellen Lichter der Großstadt (Bright Lights, Big City)
- 1989: Die Verdammten des Krieges (Casualties of War)
- 1993: Little Jo – Eine Frau unter Wölfen (The Ballad of Little Jo)
- 1994: Prêt-à-Porter
- 1994: Mrs. Parker und ihr lasterhafter Kreis (Mrs. Parker and the Vicious Circle)
- 1996: Beautiful Girls
- 1996: Der Mann, der Eichmann jagte (The Man Who Captured Eichmann)
- 1999: Black and Blue – Du entkommst mir nicht (Black and Blue)
- 1999: American Beauty
- 2000: Bounce – Eine Chance für die Liebe (Bounce)
- 2001: A.I. – Künstliche Intelligenz (Artificial Intelligence: AI)
- 2001: Das Haus am Meer (Life as a House)
- 2004: Mission: Possible – Diese Kids sind nicht zu fassen! (Catch That Kid)
- 2004–2005: The West Wing (Fernsehserie, 8 Episoden)
- 2007: Awake
- 2007–2012: Gossip Girl (Fernsehserie, 16 Episoden)
- 2008: The Other Side of the Tracks
- 2008: Che – Revolución (Che – Part One: The Argentine)
- 2009: Lieber verliebt (The Rebound)
- 2009: Perestroika
- 2011: Body of Proof (Fernsehserie, 1 Episode)
- 2011: Good Wife (The Good Wife, Fernsehserie, 1 Episode)
- 2011: Von der Kunst, sich durchzumogeln (The Art of Getting By)
- 2012–2013: Treme (Fernsehserie, 11 Episoden)
- 2013–2014: Twisted (Fernsehserie, 19 Episoden)
- 2014: Grand Street
- 2017: Wo ist Kyra? (Where Is Kyra?)
- 2024: Space Cadet

## Theater
- 2002: The Man Who Had All the Luck (Regie: Scott Ellis; Drehbuch: Arthur Miller)
- 2005: Absurd Person Singular (Regie: John Tillinger; Drehbuch: Alan Ayckbourn)
- seit 2008: The 39 Steps (Regie: Maria Aitken)

## Auszeichnungen
- 1983: Nominierung für den Young Artist Award in der Kategorie Bester Nebendarsteller für Der Sturm
- 2002: Nominierung für den Tony Award in der Kategorie Bester Nebendarsteller für The Man Who Had All the Luck